# Dymarka
Dymarka, piec dymarkowy – dawny piec hutniczy, w którym przez redukcję tlenkowych rud żelaza za pomocą węgla drzewnego otrzymywano żelazo w postaci gąbczastej, zawierającej żużel.
Żelazo nadające się do wyrobu narzędzi, broni itp. uzyskiwano przez usunięcie z łupki żużla na drodze wielokrotnego przekuwania. Tzw. proces dymarkowy znany był od bardzo dawna (w Europie od ok. II w. p.n.e., na ziemiach polskich od ok. I w. n.e.).

## Historia
W początkowym okresie dymarki były wyłożonymi gliną zagłębieniami w ziemi (ogniska dymarskie), później piecami jednorazowego użytku, częściowo zagłębionymi w ziemi; po zakończeniu procesu część nadziemna była niszczona, część zagłębioną wraz z żużlem pozostawiano – pozostałości te stanowią dzisiaj cenne źródło informacji o ówczesnej metalurgii żelaza. W Polsce odkryto je na terenach Kielecczyzny (dawne Zagłębie Świętokrzyskie) i Mazowsza Zachodniego (dawne Mazowieckie Centrum Metalurgiczne). Fragmenty są eksponowane w muzeach w Nowej Słupi oraz Pruszkowie. Liczne ślady działalności hutniczej znaleziono także w dolinach Baryczy i Odry. Do większych ośrodków datowanych na okres wpływów rzymskich należą osady w Psarach (pow. górowski), Tarchalicach (pow. wołowski) i Kietlowie (pow. górowski).
Na przełomie XII i XIII w. dymarka przekształciła się w stały piec hutniczy z otworem spustowym do żużlu i sztucznym ciągiem powietrza.

## Typologia dymarek
Typologia dymarek według H. H. Coghlana:
- prosty piec jamowy –  koliste zagłębienie w ziemi wyłożone gliną. Dymarka tego typu posiadała palenisko poniżej poziomu terenu i nie posiadała możliwości spustu żużla.
- piec kopułowy – koliste palenisko nakryte kopułą z otworem. Dymarka tego typu mogła być wolnostojąca lub wbudowana w zbocze. Posiadała otwór do spustu żużla.
- piec szybowy – dymarka tego typu posiadała nadbudowę w formie cylindra lub ściętego stożka. Podobnie jak typ kopułowy, budowana na powierzchni ziemi. Miała możliwość spuszczania żużla.

Typologia dymarek według H. F. Cleere'a:
- dymarki bez możliwości odprowadzania żużla, z ogniskiem poniżej poziomu terenu,
- dymarki z możliwością odprowadzania żużla, z ogniskiem powyżej poziomu terenu.